# ヒシラ・ヤミ

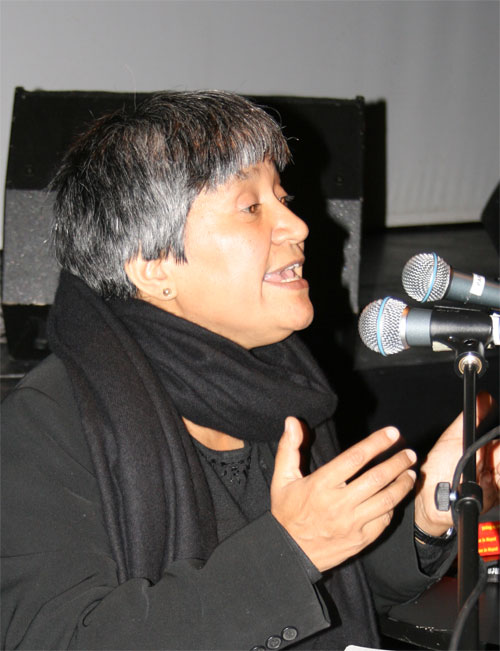
ヒシラ・ヤミ

ヒシラ・ヤミ（英:Hisila Yami 1959年6月25日 - ）はネパールの女性政治家・革命家。プラチャンダ内閣の観光･民間航空大臣。ネパール共産党毛沢東主義派（マオイスト）政治局員。夫は現在、同国首相を務めているバーブラーム・バッタライ。別名、パルヴァティー。前革命的全国女性連盟会長。制憲議会議員。ネワール族出身。
カトマンズの生まれ。1982年、インド、デリーの設計建築学校を卒業し、イギリスで修士号を取得している。この間、インドで学生運動を始め、1981年には全印ネパール学生組合書記長を務めている。

1990年の民主化運動（ジャナ・アンドラン）の時期、ヤミは抵抗運動の指導的女性の中で最も注目を集め「今年の女性」にも選ばれた。同年には逮捕・投獄もされている。その後、地下に潜行し、政府とマオイストが平和交渉を進めていた2003年6月16日、久しぶりに公の場に姿を現した。
2005年はじめ、バーブラーム・バッタライらと同時に党指導部から降格させられたが、6月、政治局に復帰した。2007年4月1日、公共事業計画・労働大臣としてネパール暫定政府に加わった。2007年9月から12月にかけての毛派の政府に対するボイコットにつづいて、12月31日再び公共事業計画大臣に就任した。
2008年4月10日制憲議会選挙ではカトマンズ第7選挙区から立候補し、当選している。
2008年8月31日、プラチャンダ内閣の観光・民間航空大臣に就任。
マルクス主義、毛沢東主義に立脚した急進的なフェミニズム理論家である。